# Julio César Chávez

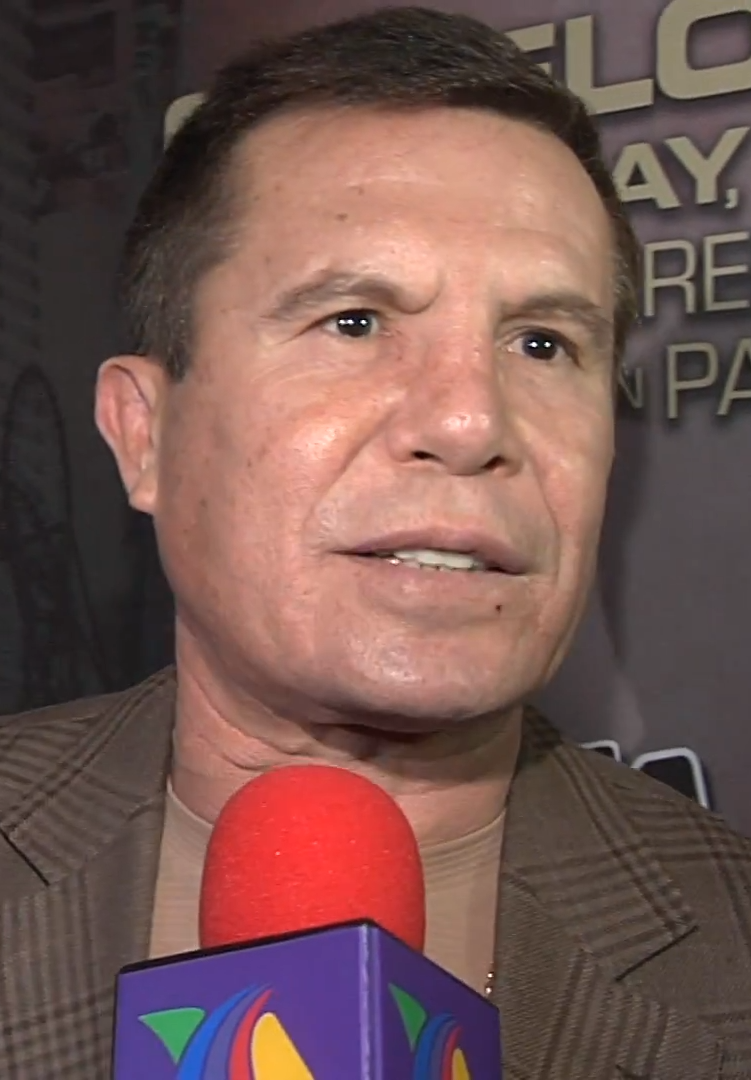
Julio César Chávez

Julio César Chávez, född 12 juli 1962 i Ciudad Obregón, Sonora, är en mexikansk boxare som varit världsmästare i tre olika viktklasser (lätt lättvikt, lättvikt och lätt weltervikt). Chavez ansågs i slutet av 1980-talet och början av 90-talet allmänt vara världens bäste boxare, oavsett viktklass.
Chavez föddes i delstaten Sonora, där han fortfarande bor kvar. Han blev världsmästare första gången 1984 när han erövrade WBC-titeln i Lätt lättvikt. Han försvarade titeln 9 gånger innan han avsa sig den titeln 1987. Senare samma år erövrades WBA-s lättviktstitel och året efter tog han även WBC-titeln innan han ånyo avsa sig titlarna 1989. Nästa steg i karriären var att försöka bli mästare i Lätt Weltervikt vilket lyckades när Roger Mayweather knockades hösten 1989. Genom segern över Meldrick Taylor 1990 höll nu Chavez både WBC och IBF-titlarna i Lätt Weltervikt. Chavéz rankades nu av de allra flesta som världens bäste boxare, oavsett viktklass. Hösten 1993 utmanade han även Pernell Whitaker för att erövra dennes WBC-titel i Weltervikt. Whitaker behöll dock titeln genom ett kontroversiellt domslut som innebar att matchen slutade oavgjort - nästan alla ansåg att Whitaker vann klart på poäng.
Efter denna match började karriären gå neråt. Han förlorade WBC-titeln i Lätt Weltervikt 1994 (p.g.a. bråk med IBF hade han avsagt sig den titeln tidigare). Efter förluster mot bl.a. Oscar De La Hoya drog han sig slutgiltigt tillbaka 2004, sades det då. Hans matchlista innehöll då 105 segrar (80 på K.O), bara 5 förluster och 2 oavgjorda. Våren 2005 var han emellertid uppe i ringen igen och poängbesegrade amerikanen Ivan Robinson.
Chávez ansés vara den bäste boxaren någonsin från Mexiko och även en av de allra främsta Latinamerikanska boxarna någonsin. 1981-94 gick han hela 89 matcher i rad utan fölust. Chavez har även gått fler VM-matcher än någon annan boxare (37) och även raderat ut Joe Louis rekord på 25 titelförsvar - Chavez har försvarat sina VM-titlar 27 gånger. Bland andra världsmästare som Chavez besegrat kan förutom Taylor och Mayweather nämnas Edwin Rosario, Hector Camacho, Tony Lopez och José Luiz Ramirez. Chavéz var och är en superidol i sitt hemland. 1993 boxades han inför den största publiken som någonsin sett en boxningsmatch. Hela 136 000 åskådare hade tagit sig till Aztecastadion i Mexico City för att se sin hjälte. Själva matchen vann Chavez på K.O i rond 5 mot Greg Haugen.